# Durbe
Durbe (pol. Dorbiany, niem. Durben) – miejscowość na terenie dzisiejszej Łotwy, w novadsie Kurlandia Południowa, wzmiankowana w 1260 r., przy okazji bitwy pod Durben niedaleko jeziora Durbe. W latach 2009–2021 stolica novadsu Durbe.
Otrzymało w 1893 prawa miejskie, potwierdzone następnie w 1917. Herb miasta ustanowiony w 1925 przedstawia srebrną jabłoń, symbolizującą w łotewskim folklorze młodość i życzliwość.
Według danych z 2004 miasto liczy zaledwie 424 mieszkańców i jest najmniejszym miastem Łotwy.
Zachowały się fragmenty czworobocznego zamku z XIV wieku.
W pobliskim majątku urodził się i był ochrzczony przez tutejszego pastora Juliusz Grużewski (1808-1865).